# Pyrausta vitellinalis
Pyrausta vitellinalis is een vlinder van de familie van de grasmotten (Crambidae). De wetenschappelijke naam van deze soort is voor het eerst voorgesteld als Botys vitellinalis door Vincenz Kollar en Ludwig Redtenbacher in een publicatie uit 1844.
De soort komt voor in de Himalaya van India (Uttarakhand) en Nepal.